# In the Name of Love
In the Name of Love – singel Moniki Kuszyńskiej, wydany 9 marca 2015 nakładem wytwórni muzycznej Warner Music Poland, zapowiadający drugi album studyjny piosenkarki. Utwór napisała sama wokalistka do muzyki swojego męża, Jakuba Raczyńskiego.
9 marca 2015 roku podczas programu TVP1 Świat się kręci poinformowano, że utwór będzie reprezentował Polskę w 60. Konkursie Piosenki Eurowizji w Wiedniu. 21 maja numer został zaprezentowany w drugim półfinale Konkursu Piosenki Eurowizji i awansował do finału, w którym zajął ostatecznie 23. miejsce z 10 punktami na koncie.
Piosenka nagrana została także w polskiej wersji językowej – „Obudź się i żyj”.

## Lista utworów
Opracowano na podstawie materiału źródłowego.
1. „In the Name of Love” – 2:56

## Wokalistka o utworze
Poprzez swoją działalność artystyczną staram się promować ideę łączenia dwóch światów, które do niedawna zdawały się być niemożliwe do połączenia. Świata osób sprawnych i niepełnosprawnych. Most porozumienia między nimi z każdym rokiem się umacnia i wierzę, że pewnego dnia granice zostaną zatarte. Tegoroczne hasło Eurowizji: „Building Bridges” idealnie wpisuje się w tę ideę. Było również inspiracją do napisania tekstu piosenki „In the Name of Love”. Bo w imię miłości możemy przełamywać wszelkie bariery.

## Twórcy
Opracowano na podstawie materiału źródłowego.

- Monika Kuszyńska – wokal prowadzący, tekst
- Jakub Raczyński – muzyka
- Rafał Stępień – produkcja muzyczna, fortepian
- Marcin Gajko – miksowanie
- Karol Mańkowski – realizacja
- Michał Dąbrówka – perkusja
- Bartosz Wojciechowski – gitara basowa
- Maciej Mąka – gitara
- Marta Kalińska – skrzypce
- Paulina Wielgosińska – skrzypce
- Małgorzata Sowierka Chmiel – altówka
- Maria Katarzyna Filipiak – wiolonczela
- Aleksandra Tabiszewska, Jan Radwan, Natalia Bajak – wokal wspierający

Nagrywanie kompozycji odbywało się w studiach: Sonoria, Las Music i S7.